# Corneliu Negru
Corneliu Negru (n. 9 noiembrie 1968) este un jurist și politician român, ales în 2024 senator din partea partidului Alianța pentru Unirea Românilor (AUR).

## Carieră politică
Negru a prins două mandate de consilier județean pe lista Partidul Democrat Liberal (2008–2012) și apoi pe cea a Partidul Național Liberal (2012–2016).

### Senator (2024–prezent)

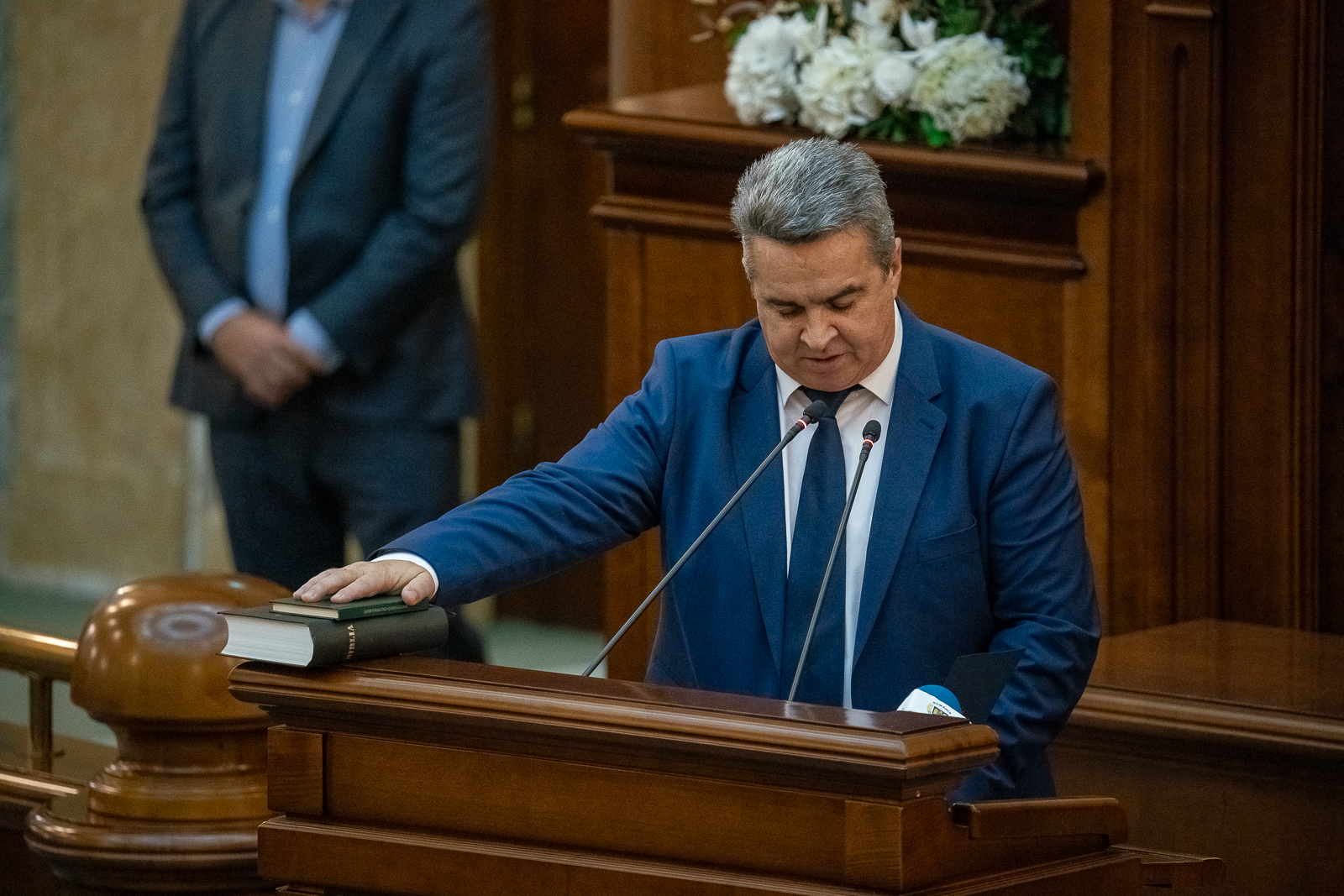
Negru depunând jurământul, 21 decembrie 2024

În urma alegerilor parlamentare din 2024 pe 1 decembrie, Negru a fost ales membru al Senatului României, în circumscripția nr. 41 Vrancea, preluând mandatul pe 21 decembrie. Ca senator este secretar al Comisiei pentru constituționalitate, precum și membru al Comisiei pentru muncă, familie și protecție socială. În plus, din 25 martie 2025, Negru este membru al grupurilor parlamentare de prietenie pentru Filipine, Republica Democratică Congo, Zambia, Serbia și Slovacia.